# Cuba, San Pedro del Gallo
Cuba är en ort i Mexiko. Den ligger i kommunen San Pedro del Gallo och delstaten Durango, i den centrala delen av landet, 900 km nordväst om huvudstaden Mexico City. Cuba ligger 1 784 meter över havet och antalet invånare är 165.
Terrängen runt Cuba är huvudsakligen platt, men österut är den kuperad. Cuba ligger nere i en dal. Trakten runt Cuba är nära nog obefolkad, med mindre än två invånare per kvadratkilometer. Närmaste större samhälle är El Casco, 8,7 km väster om Cuba. Omgivningarna runt Cuba är i huvudsak ett öppet busklandskap.